# Amblyopone emeryi
Amblyopone emeryi är en myrart som först beskrevs av Saunders 1890.  Amblyopone emeryi ingår i släktet Amblyopone och familjen myror. Inga underarter finns listade i Catalogue of Life.

## Bildgalleri

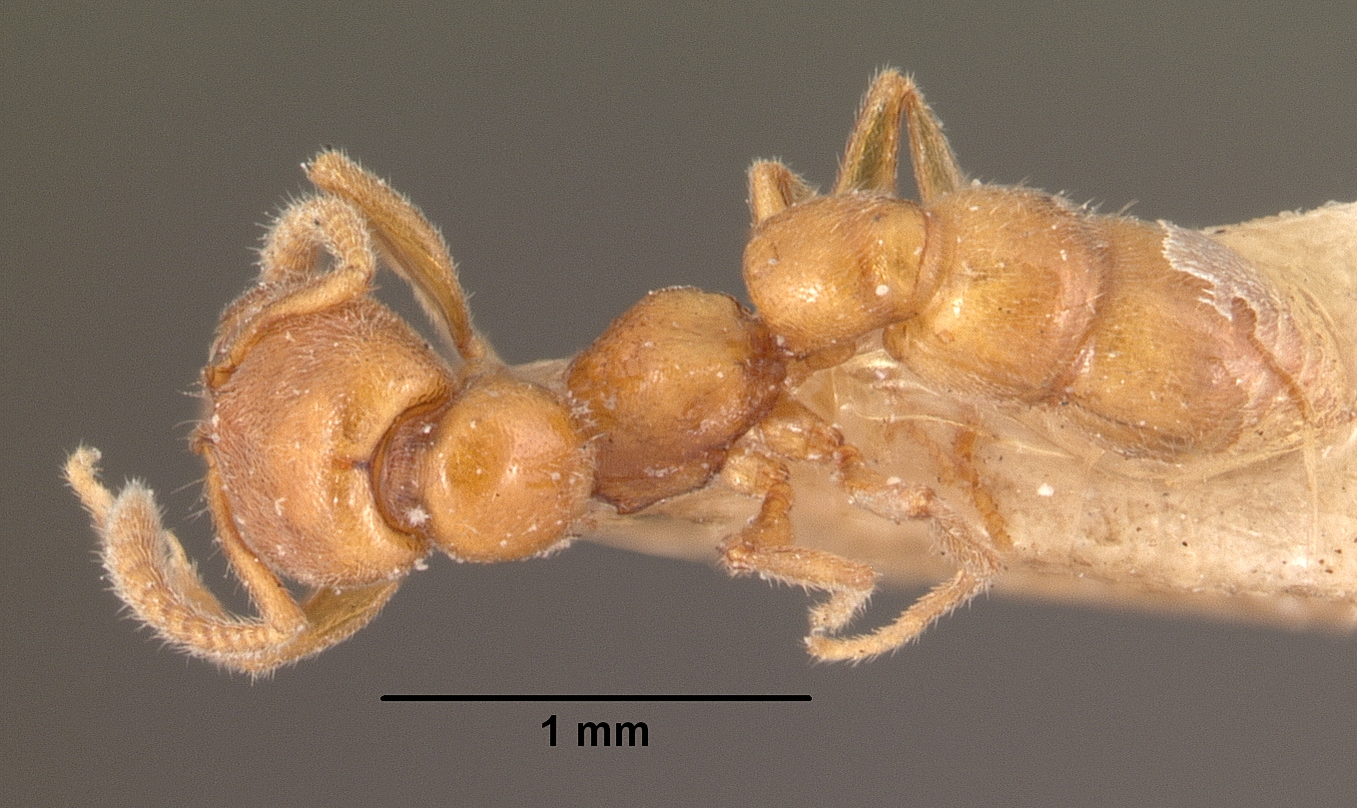
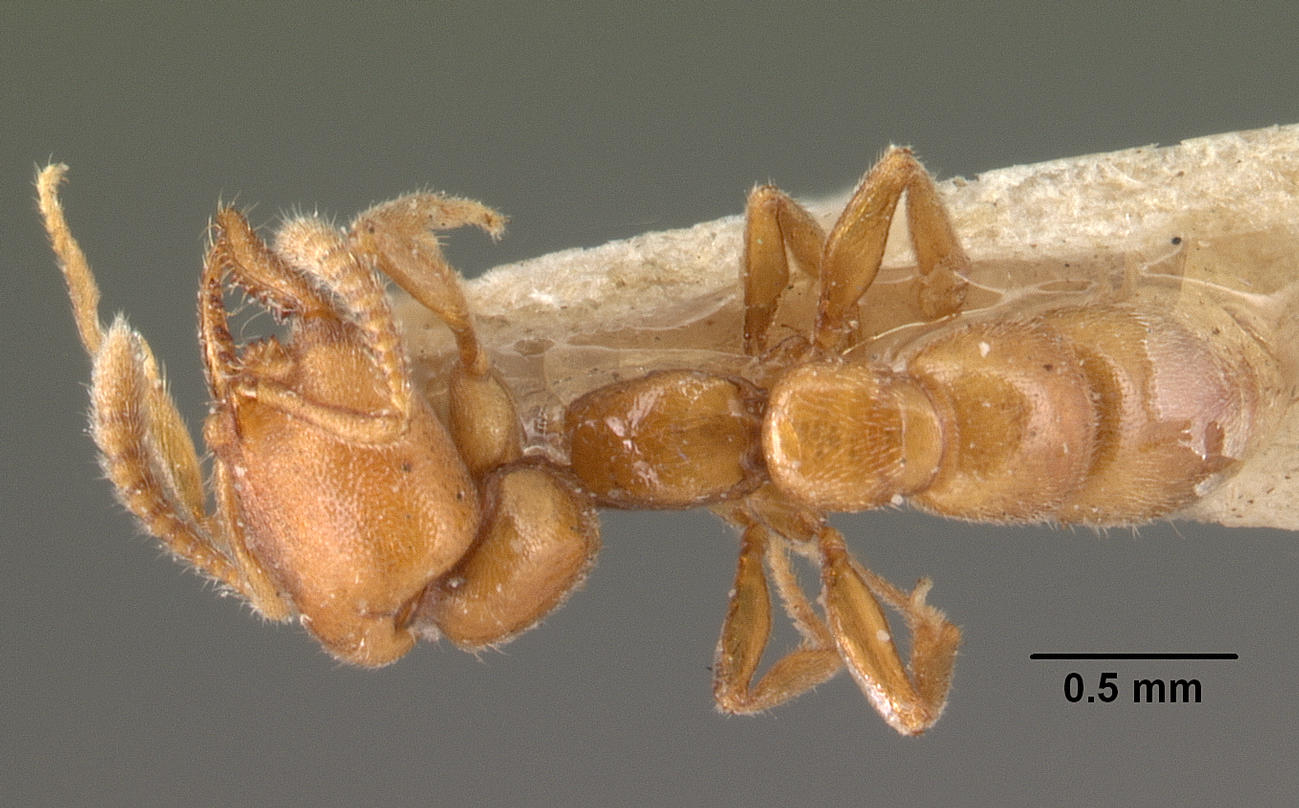
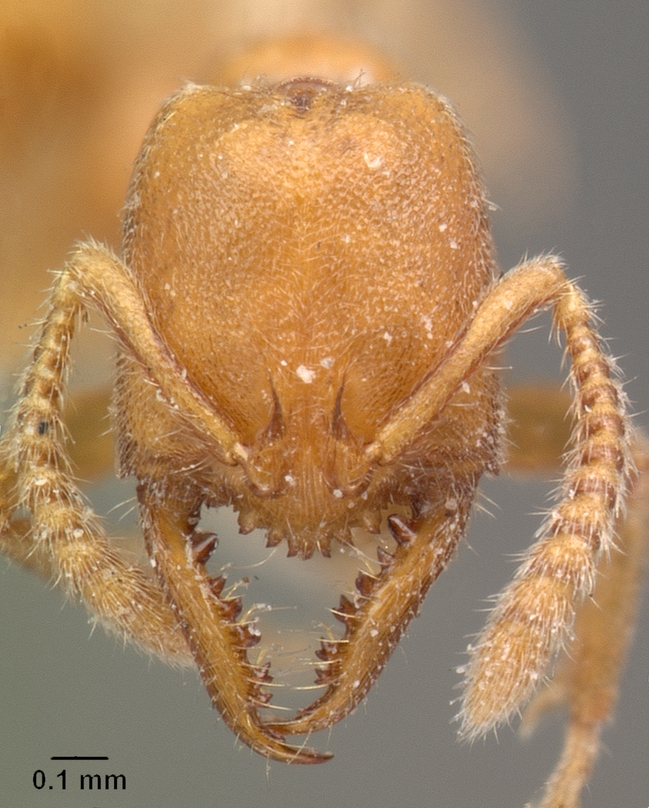
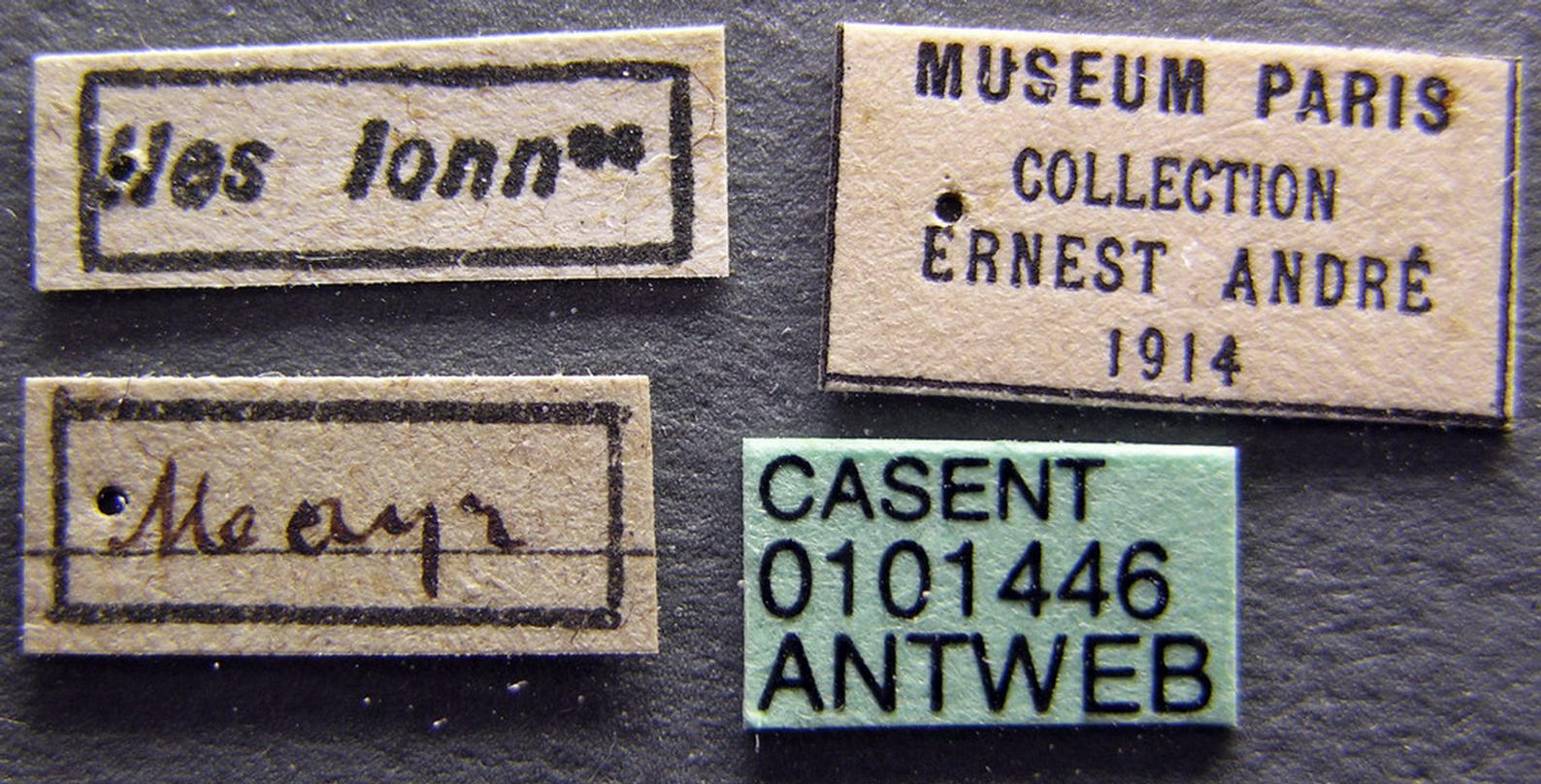
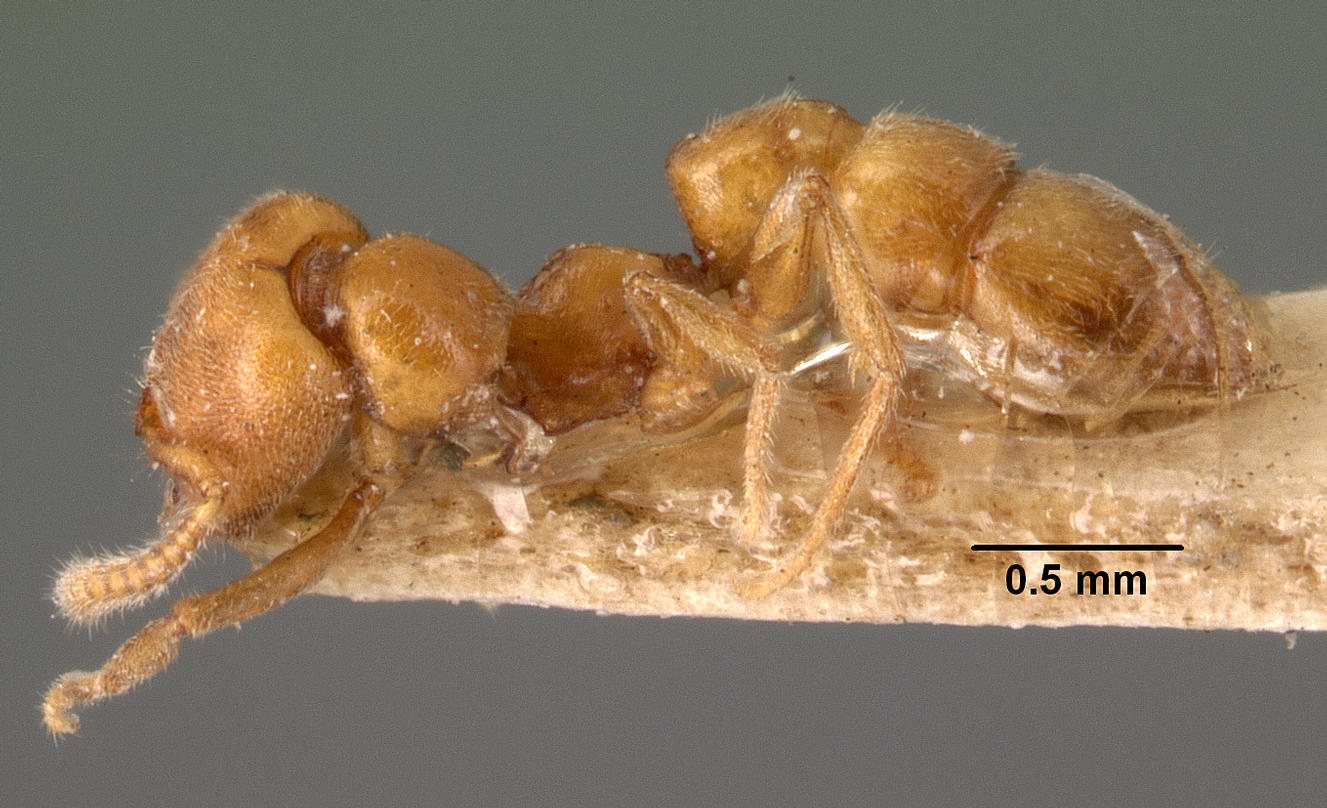
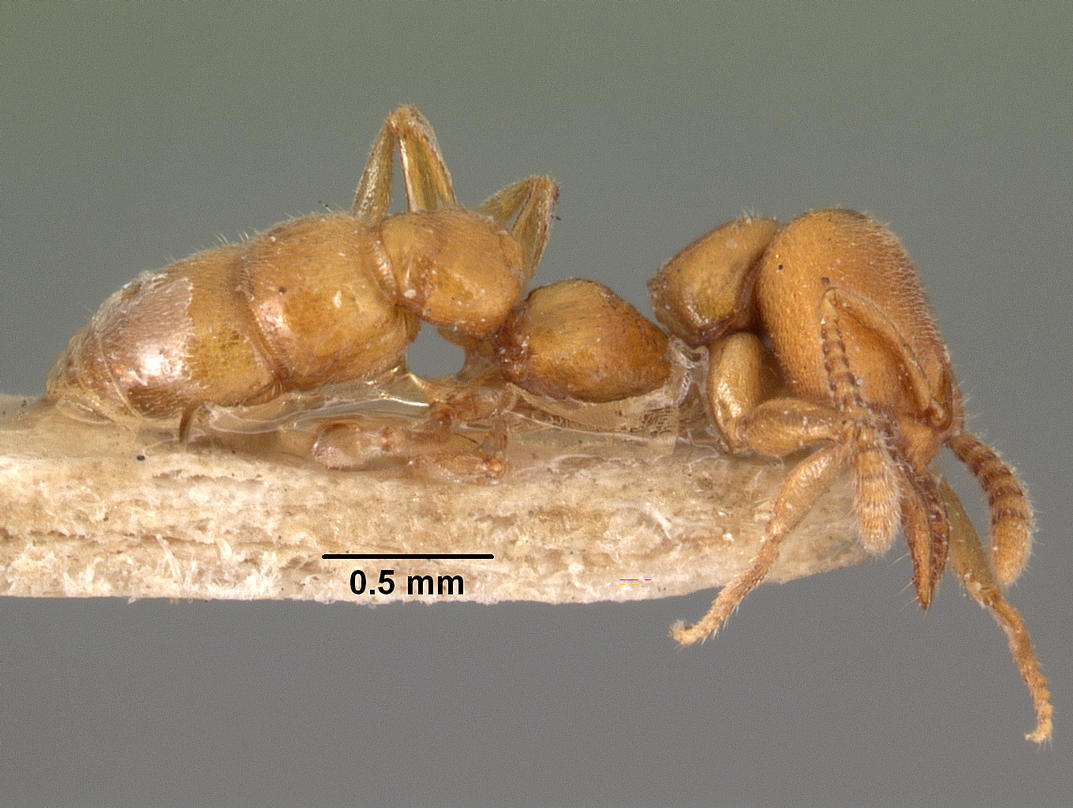